# 德意志二元
德意志二元（德語：Deutscher Dualismus），又稱為普奧二元論（Preußisch-österreichischer Dualismus），指在18世紀出現，決定德意志地區未來領導權的思潮，這個問題在18世紀時以“皇室聯姻”的模式而出現，提倡由奧地利和普魯士兩個強國來共同掌管德意志；在19世紀則演變為激烈的民族統一難題，成為限制一方獨霸、讓奧普兩國在德意志內部形成良性競爭的統一方案。

## 歷史
奧地利和普魯士是神聖羅馬帝國及之後的德意志邦聯中最強大的兩個邦國，並為爭奪中歐霸權進行激烈鬥爭。

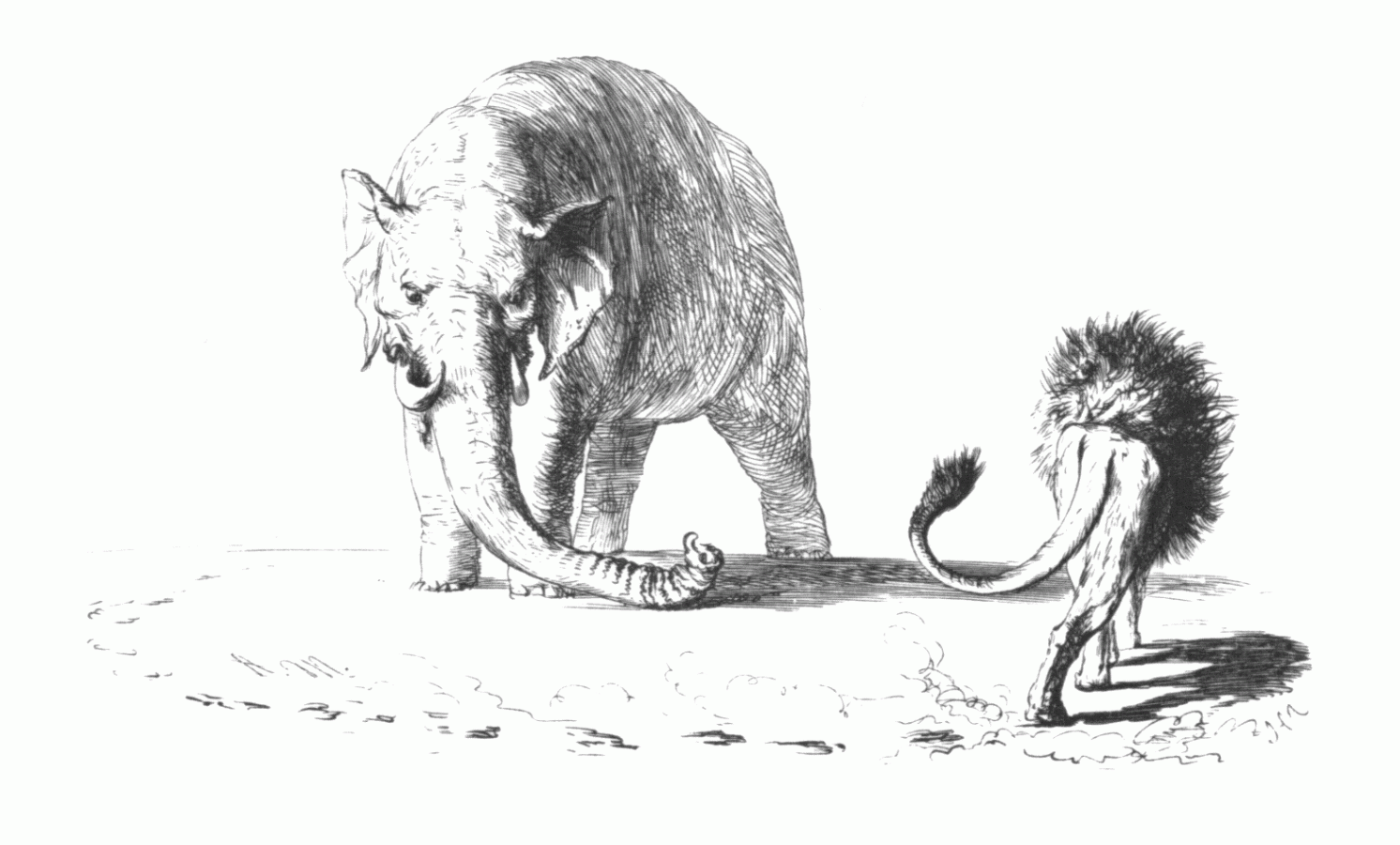
大象和獅子，大象代表龐大雄厚，但行动却緩慢拖沓的奧地利帝國；獅子代表強力迅速，但实力却较为弱小的普魯士王國，此圖由阿道夫·馮·門采爾在1846年所作

1815年的普鲁士（蓝色）、奥地利（黄色）以及德意志邦联

该名称在德語中写為「Deutscher Dualismus」，直譯為“德國人之间的二元對立傾向”，凸显這場競爭的特點主要是在德意志内部争夺領土、經濟、文化和政治方面的領導權，而非外部。由於其牽涉問題只存在於德語國家之中，在别的语言地区并不存在，且是在俱有国际法意义的《威斯特伐利亚和约》簽訂之後才誕生的問題，所以也能直接稱之為“德國問題”。
傳統上，奧地利是神聖羅馬帝國中最重要、地位最高的國家；1815年之後則成為德意志邦聯中的永久主席國，在頭銜上的威望稍微降低。這位奧地利統治者首先擁有羅馬-德意志皇帝的傳統頭銜，對大部份德意志地區的人民來說，正統性較高；從1804年起，由於神聖羅馬帝國的解體而直接把奧地利大公國升級，成為奧地利帝國，並且擁有了奧地利皇帝的新頭銜。
而普魯士的崛起則沒有那麼順利。1701年勃蘭登堡-普魯士的統治者弗里德里希三世，是普魯士王國的創始人，他在戰爭中協助奧地利，奧皇為了回饋，承諾要將布蘭登堡從“侯國”升級成“王國”，但由於神羅之內只允許波西米亞一個王國，所以弗里德里希三世只能當一個位於神羅版圖之外的“普魯士國王”來迴避限制。其繼任者弗里德里希·威廉一世隨後建立了一支強大的軍隊並擴大了他的中等國家領土，其中一部分在德國邊界之內，另一些則在德國邊界之外。1740年，年輕的腓特烈二世國王征服了在此之前一直屬於奧地利的西里西亞，從而為敵對奠定了基礎；在七年戰爭（1756-1763）中，兩國繼續為了具有重要經濟地位的西里西亞發生衝突。普魯士野心勃勃，希望至少能和奧地利平起平坐，由於德國民族運動的要求，這種野心最初阻止了德意志聯邦的進一步改革。
雖然奧地利一開始在德意志邦聯中佔盡上風，但在1848年革命和1850年的秋季危機中，都顯示出奧地利的危機處理能力不足。在19世紀，民族主義成為歐洲最為關心的問題，統治著過多非德意志民族的奧地利始終無法融入德意志邦聯，即使它貴為盟主；而普魯士卻能夠在接下來的15年裡不斷透過經濟捆綁，使自己和其餘德意志小邦一體化。在德國統一的過程中，有好幾個互相矛盾的方案：看似美好實則不可能的大德意志方案、由普魯士領導且最符合德意志地區現實的小德意志方案、由奧地利試圖建立融合多民族的大奧地利提議，而德意志二元在此時也成為一種可能的備選方案。
在普丹戰爭中奧地利和普魯士共同終結丹麥對石勒蘇益格和荷爾斯泰因的統治後，普魯士終於在1866年，以對這兩個公國的統治為契機，尋求公開衝突。與奧地利的協議相反，普魯士佔領了應由前者管理的荷爾斯泰因，奧地利因此對普魯士發起了聯邦處決，進而導致1866年7～8月的德國戰爭，即華人圈所說之“普奧戰爭”。普魯士勝利後，奧地利不得不接受聯邦的解散，普魯士順勢於1867年首次建立了北德意志邦聯。奧地利也試圖重新進入德國，然而，在1870～1871年普法戰爭期間，德國南部各邦因為看到普魯士的優勢太大而主動加入北德邦聯，這讓普魯士名正言順的把北德升級為了德意志帝國，最遲從這一刻開始，奧地利就不再屬於德國的範圍之內。
德意志統一後，德意志二元的問題不復存在，德奧兩國的關係迅速升溫。在重組歐洲均勢體系的過程中，由“普魯士演變而來的德國”和“由奧地利演變而來的奧匈帝國”開始形成穩固的友好同盟，雙重聯盟的建立徹底解決了奧地利和普魯士過去的矛盾，也讓兩國雙雙進入第一次世界大戰。